# Kácsánd
Kácsánd (szlovákul: Kačanov) község Szlovákiában, a Kassai kerület Nagymihályi járásában.

## Fekvése
Nagymihálytól 18 km-re délre, az Ondava mellett fekszik.

## Története
1304-ben említik először. Lakói mezőgazdasággal és kosárfonással foglalkoztak.
A 18. század végén Vályi András így ír róla: „KÁCSÁND. Tót falu Zemplén Várm. földes Ura Kazinczy, és Aiszdorfer Uraságok, lakosai Római, és görögkatolikusok, fekszik Falkushoz, és Márkhoz is 1/4 órányira, dombos, ’s többnyire térséges határja három nyomásbéli, búzát, gabonát, és zabot, árpát, és tengerit is terem, erdeje van, szőleje nints, bővelkedik száraz esztendőben legelővel, piatza Nagy Mihályon, és Újhelyben.”
Fényes Elek 1851-ben kiadott geográfiai szótárában így ír a faluról: „Kacsánd, tót-orosz falu, Zemplén vmegyében, Málcza fil., 57 rom., 150 gör. kath., 4 evang., 75 ref., 13 zsidó lak., 196 hold szántófölddel. F. u. többen. Ut. p. N.-Mihály.”
Borovszky Samu monográfiasorozatának Zemplén vármegyét tárgyaló része szerint: „Kácsánd, tót kisközség 53 házzal és 284 róm. kath. vallású lakossal. Postája Málcza, távírója és vasúti állomása Bánócz. Első birtokosául 1220-ban a Buttkay családot ismerjük. 1414-ben Nagymihályi Jánost, 1415-ben pedig Csebi Istvánt iktatják birtokába. 1443-ban Unghi Albert s a Ramocsai család, 1553-ban Wiczmándy Mátyás. 1567-ben pedig Kapy Ferencz, Péchy Gáspár, Sólyom Péter a birtokosai. 1597-ben Dobó Ferenczet is itt találjuk; az egy évvel később történt összeíráskor már a következő birtokosok szerepelnek: Ilosvay Mihály özvegye, Daróczy Pál özvegye, Nyárády Albert, Tompa Márton, Pribék Ferencz, Baranyi Miklós, Csicsery János és Nagymihályi Zsigmond özvegye. Újabbkori urai ezután a Kácsándyak, az Aiszdorfer, Kazinczy, Szirmay, Kovásznay és Ibrányi családok. Most a Kazinczy és a Nyomárkay családoknak van itt nagyobb birtokuk. A községhez tartozó Tatárka nevű dűlőhöz az a hagyomány fűződik, hogy a tatárjárás alatt itt állítólag ütközet volt. 1864-ben az egész község leégett. Temploma nincs. Ide tartoznak a Blatta-beli földek, a hol a Kazinczy és Nyomárkay családok majorsági épületei állanak.”
1920-ig Zemplén vármegye Nagymihályi járásához tartozott.

## Népessége
| Év:            | 1994. | 2004.    | 2014.    | 2024.    |
| -------------- | ----- | -------- | -------- | -------- |
| Emberek száma: | 345   | 399      | 446      | 545      |
| Eltérés:       |       | +15,65 % | +11,77 % | +22,19 % |

| Év:            | 2023. | 2024.   |
| -------------- | ----- | ------- |
| Emberek száma: | 535   | 545     |
| Eltérés:       |       | +1,86 % |

1910-ben 290, túlnyomórészt szlovák anyanyelvű lakosa volt.
2001-ben 393 lakosából 386 szlovák volt.
2011-ben 422 lakosából 229 szlovák és 162 cigány volt.

## Nevezetességei
- Szent Cirill és Metód tiszteletére szentelt római katolikus temploma.